# Алексеевское (Чагодощенский район)
Алексе́евское — деревня в Чагодощенском районе Вологодской области.
Входит в состав Белокрестского сельского поселения, с точки зрения административно-территориального деления — в Белокрестский сельсовет.
Расстояние по автодороге до районного центра Чагоды — 15,5 км, до центра муниципального образования села Белые Кресты — 9,5 км. Ближайшие населённые пункты — Березье, Колобово, Папорть.
По переписи 2002 года население — 8 человек.